# Прийма-1
При́йма-1 — ґрот Миколаївському районі Львівської області. Розташований на південний схід від міста Миколаїв, біля колишнього села Прийма, за 40 км від Львова.
Пам'ятка археології європейського значення. Найдавніше поселення типу «мисливський табір» у печерних умовах материкової України (вік — бл. 45,5 тисяч років).
Культурний шар має розмір до 15 см і складається з дрібнозернистого пісковика у темно-сірому кольорі. Археологічна експедиція Інституту українознавства ім. І. Крип'якевича (Львів) під керівництвом Леоніда Мацкевого проводили тут дослідження протягом 10 років. Влітку 2004 року вдалося виявити рештки кісток, які, як стверджував дослідник належать неандертальцю. Проте Головне бюро судмедекспертизи Міністерства охорони здоров'я України визнало, що вони належать ведмежаті.
З геологічного погляду грот є карстовою порожниною у товщі міоценових відкладів, що представлені кількома пластами вапнистих пісковиків з різним характером цементації. У пластах зі слабкою цементацією ерозія відпрепарувала сліди коріння колишніх мангрових дерев, які пізніше кальцифікувались і занеслись піском на мілководді у теплому мілкому морі, що існувало тут близько 16-14 млн років тому.
Цей грот є популярним геотуристичним об'єктом Західної України.

Грот входить до пам'ятки археології національного значення «Городище».

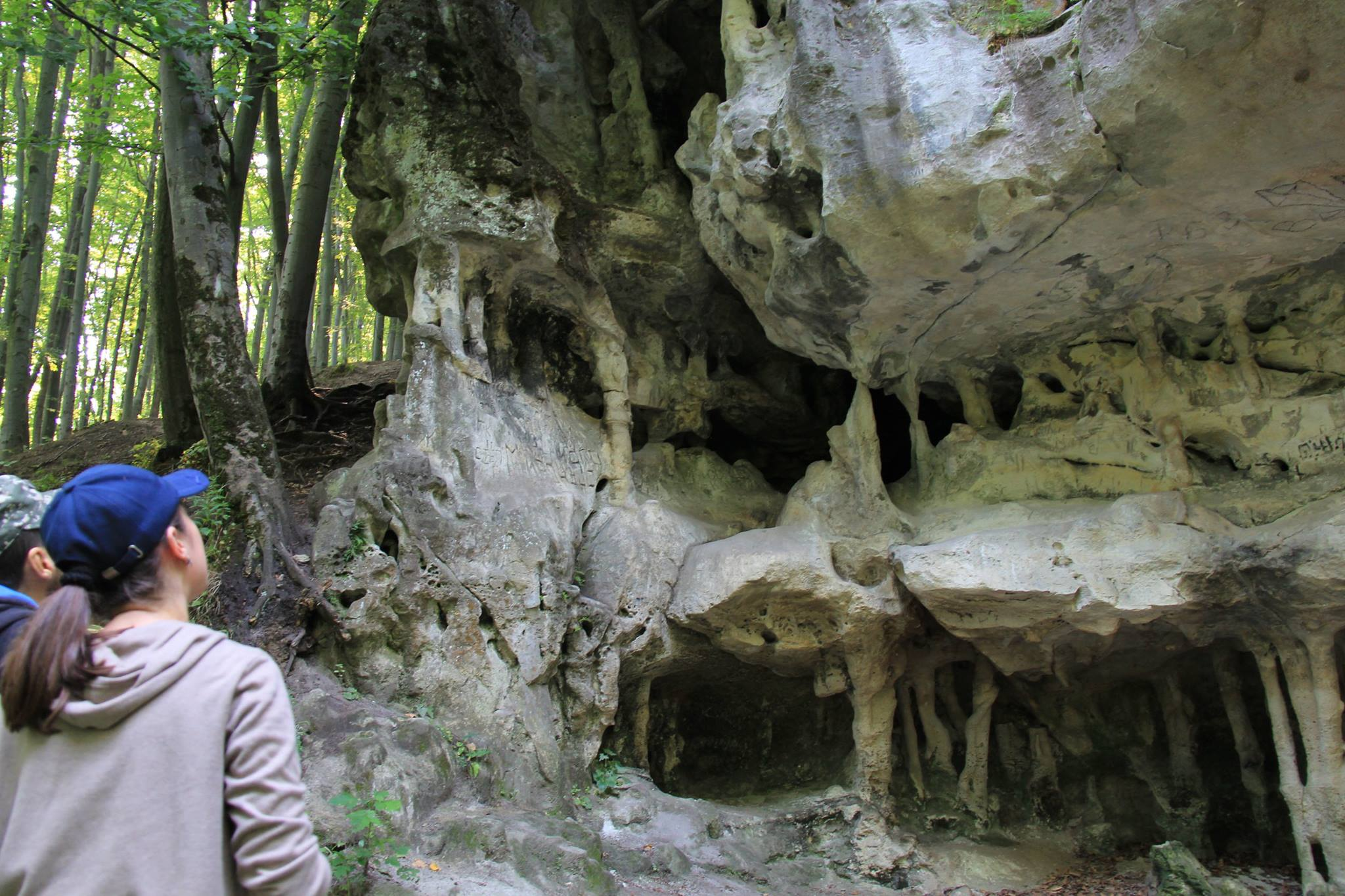
Вхід до печери